# بنشتدت
بنشتدت (به آلمانی: Bennstedt) یک منطقهٔ مسکونی در آلمان است که در Salzatal واقع شده‌است. بنشتدت ۱٬۵۵۸ نفر جمعیت دارد.

## نگارخانه

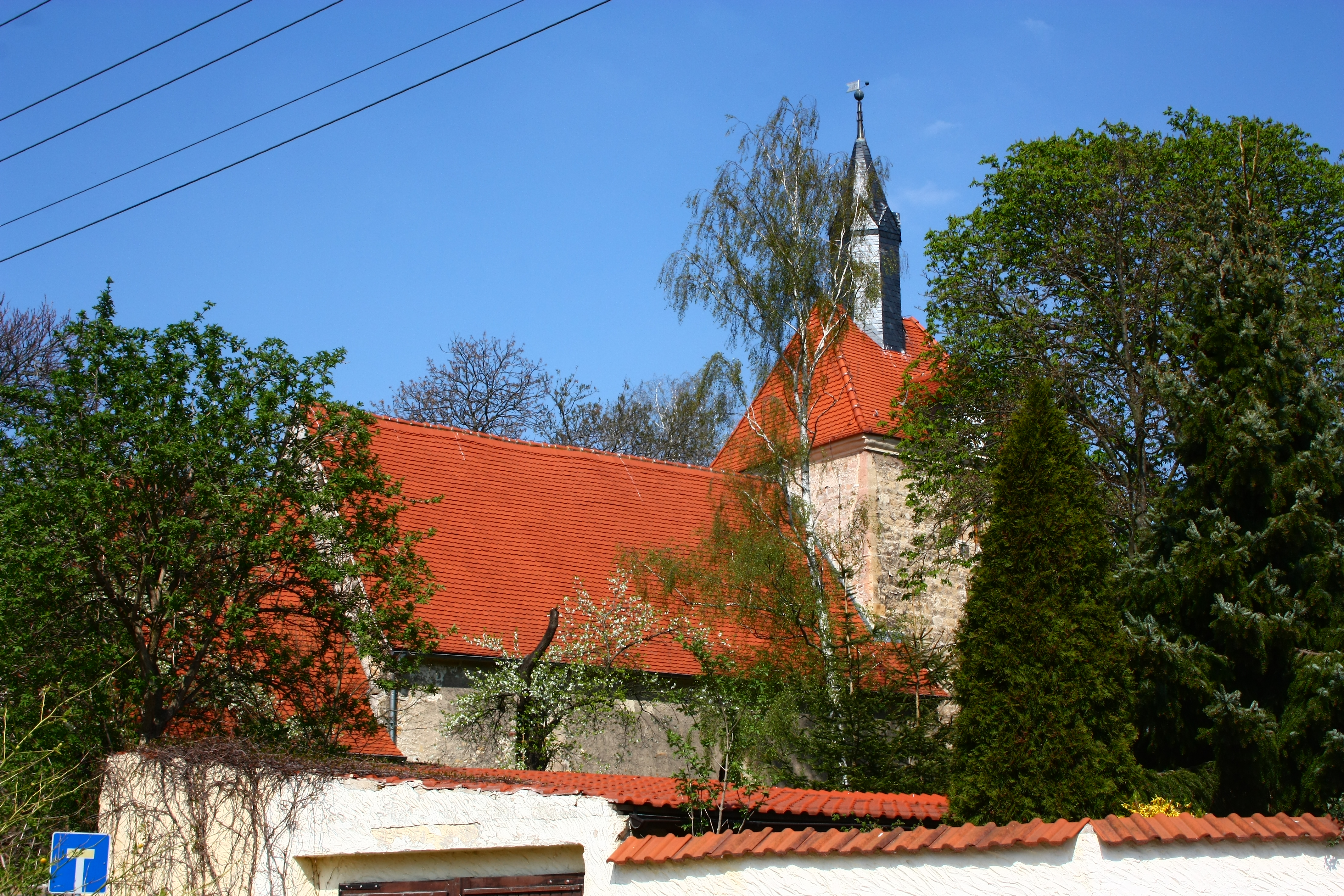
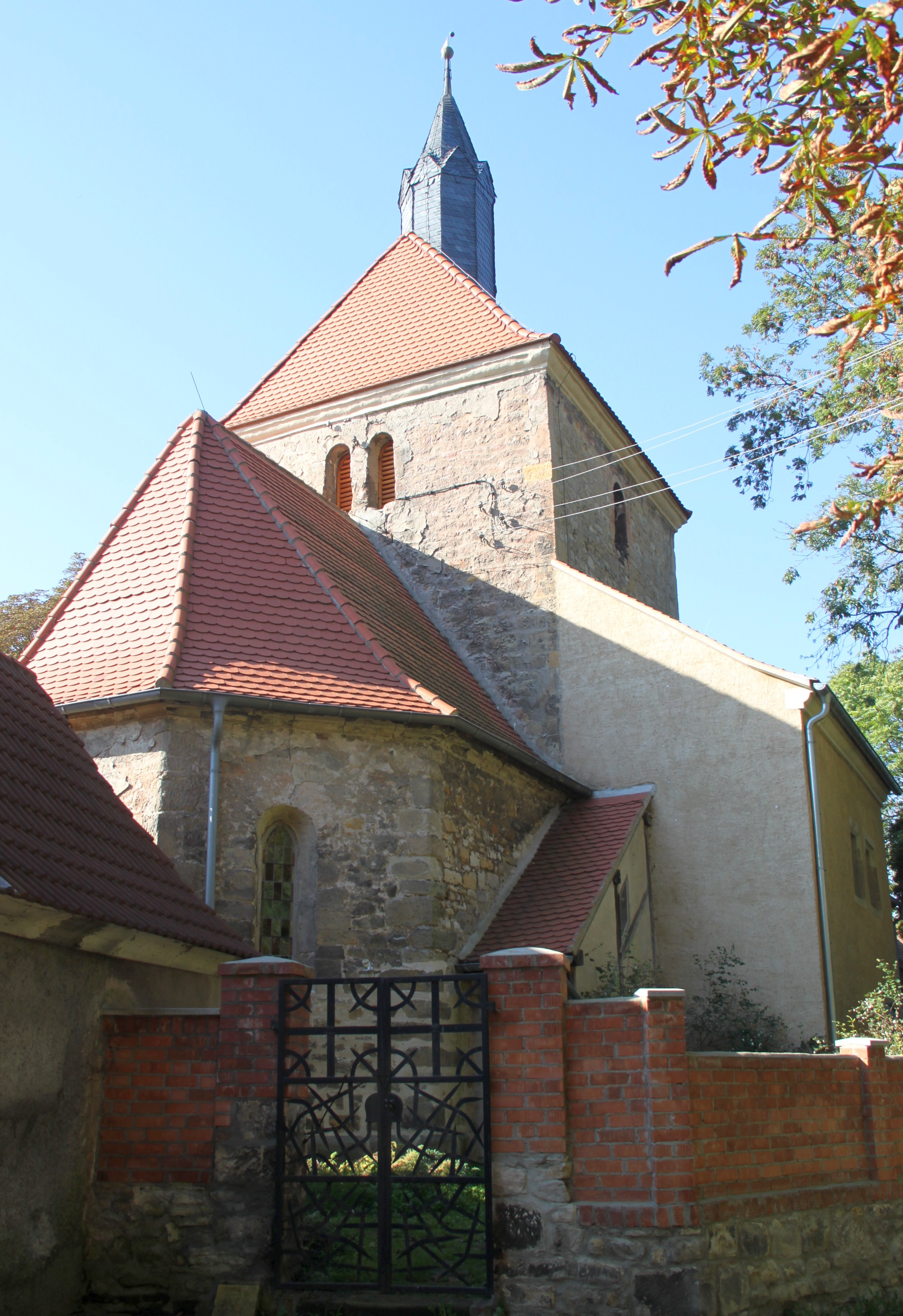